# Leona Naess
Pour les articles homonymes, voir Léona.
Leona Kristina Naess (ou Næss) est une chanteuse et parolière britannique. Elle est née le 31 juillet 1974, à New York, États-Unis.

## Biographie

### Jeunesse
Naess est née à New York et a grandi à Londres. Elle est la fille de Filippa Kumlin D'Ory, une designer suédoise-brésilienne et de Arne Naess Junior, un alpiniste et homme d'affaires norvégien. Elle a un frère aîné, Chris, et une sœur, Katinka ; elle a également deux demi-frères, Ross et Evan, nés de l'union en 1986 de son père avec l'actrice et chanteuse Diana Ross. Naess avait sept ans lorsque ses parents divorcèrent en 1982. Elle fréquenta une école située entre Chelsea et Londres, puis entra plus tard à la Purcell School dans l'Hertfordshire, où elle étudia le solfège, faisant souvent le voyage jusqu'à sa maison du Connecticut.
Sa mère lui offrit sa première guitare à 14 ans. La première chanson qu'elle apprit fut The Cross, de Prince, qui figure sur l'album Sign o' the Times. Elle écrivit bientôt ses premières chansons et poèmes. Ses premières influences furent le rock des années 1980 (Joy Division, The Cure, New Order, The Specials et Madness) ainsi que Julie Andrews dans Mary Poppins et du film La Mélodie du bonheur. Naess trouva bientôt l'inspiration chez ses contemporains : Tracy Chapman, Sinéad O'Connor, Joni Mitchell, Carole King et Edie Brickell. Patti Smith, Bob Dylan, les Rolling Stones, Bruce Springsteen et John Lennon comptent également parmi ses influences.

### Carrière
À 18 ans, Naess déménagea à New York pour étudier la musique à la New York University ; elle changea par la suite de voie, décrochant une licence en anthropologie. Alors qu'elle résidait à Greenwich Village, elle commença à se produire avec sa guitare dans des soirées musicales (open mikes en anglais) et bientôt dans des bars et des clubs comme le Bitter End situé dans le Lower Manhattan. Elle jouait également dans la rue. Un ami qui travaillait chez Sony Records invita un dirigeant à aller écouter Naess jouer. Bientôt, elle reçut plusieurs propositions de maisons de disques. Elle signa avec le label du producteur Scott Litt, Outpost, à 22 ans, peu après avoir été diplômée.
Naess commença à travailler sur son premier album en 1998, qu'elle termina en juin 1999. L'album fut repoussé à plusieurs reprises tandis que Outpost mettait la clé sous la porte. Le dirigeant de MCA Records, une division du groupe Universal Music que Outpost avait rejoint, racheta son contrat. Le premier album de Naess, Comatised, sortit en mars 2000, tandis qu'elle continuait à se produire entre-temps. De Comatised fut tiré le single Charm Attack (qu'on peut entendre dans le film Dangereuse Séduction) et la chanson Lazy Days. Elle posa pour Calvin Klein avant la sortie de l'album. Suivit bientôt I Tried to Rock Tou But You Only Roll en 2001, son second album, produit par le producteur Suédois Matin Terefe.
En 2002, Naess enregistra des chœurs sur l'album Hard Candy de Counting Crows, essentiellement sur la chanson Black and Blue. Elle signa avec Geffen Records et sortit son troisième album, Leona Naess, en 2003, produit par Ethan Jones. L'album est un virage significatif dans le style de la chanteuse et guitariste, avec une instrumentalisation dépouillée. La chanson Ballerina, extraite de l'album, peut être entendue dans la première saison de Weeds dans l'épisode intitulé Issue de secours. Le morceau Christmas apparaît également dans l'épisode Le bal des débutantes de la série Newport Beach. En 2004, la chanson Calling fait partie de la bande originale du film Bridget Jones : L'Âge de raison.
Naess a tourné avec Eagle-Eye Cherry, David Gray, The Barenaked Ladies, Travis, Ryan Adams, Emm Gryner, Hem (en), Josh Rouse, Ben Lee, Badly Drawn Boy et Ray Lamontagne.
En juin 2004, son père meurt en faisant de l'escalade en Afrique du Sud. Dévastée, elle abandonne la musique et déménage à Londres pour vivre avec sa mère. Sa maison de disques rompt son contrat. Elle se sépare de son manager et envisage de reprendre ses études. Mais, progressivement, elle recommença à écrire des chansons et débuta une collaboration avec le producteur Samuel Dixon.
Son quatrième album, Thirteens, plusieurs fois repoussé, sortit le 23 septembre 2008, sur Verve Forecast Records. Le titre fait référence aux 13 albums à la qualité audio douteuse enregistrés par Naess chez elle ces deux dernières années. Elle indiqua par ailleurs que le titre avait une autre signification, sans préciser laquelle. Un single, Heavy Like Sunday, sortit le 2 juin 2008 chez Blue Flowers Records. Des copies du vinyle incluaient un Polaroid pris par Naess elle-même. Elle participa également à l'album Gossip in the Grain de Ray LaMontagne en 2008, sur les chansons A Falling Through et I Still Care for You, et l'accompagna en tournée fin 2008.

### Vie personnelle
Naess vit à New York et fait fréquemment le voyage jusqu'à Londres. Elle fut mariée au chanteur-parolier Ryan Adams jusqu'en 2003. En janvier 2010, elle annonce sur son blog qu'elle est enceinte, qu'elle stoppe momentanément sa carrière musicale et qu'elle n'a « jamais été aussi heureuse ». Elle prévoit d'enregistrer un nouvel album quand elle aura quelque chose à dire.

## Discographie

### Albums
- Comatised (2000), MCA
- I Tried to Rock You But You Only Roll (2001), MCA
- Leona Naess (2003), Geffen
- Thirteens (2008), Polydor / Kid Gloves

### Singles
- Charm Attack (2000), MCA
- I Tried To Rock You But You Only Roll (2001, MCA
- Mayor of Your Town (2001), MCA
- Calling (2003), Geffen
- Ghosts In The Attic (2007), Leona Naess
- Heavy Like Sunday (2008), Blue Flowers
- Shiny on The Inside, Leona Naess